# Полонський Євген Павлович
Євге́н Па́влович Поло́нський (3 лютого 1923, Рогізна — 1993) — український художник; член Спілки радянських художників України.

## Біографія
Народився 3 лютого 1923 року в селі Рогізній (нині Білоцерківський район Київської області, Україна). Брав участь у німецько-радянській війні. Нагороджений орденами Вітчизняної війни ІІ ступеня (6 квітня 1985), Слави ІІІ ступеня (22 квітня 1945), двома медалями «За відвагу» (10 жовтня 1944; 17 травня 1945).
1953 року закінчив Харківський художній інститут, де зокрема навчався у Сергія Бесєдіна і Олександра Любимського. Був членом КПРС з 1961 року. Жив у Луганську, в будинку на вулиці Чайковського № 21. Помер у 1993 році.

## Творчість
Працював у галузі станкового (писав портрети, пейзажі, натюрморти) та монументально-декоративного живопису. Серед робіт:
живопис
- «Чайковський в Україні» (1953);
- «Вперше на роботу» (1956);
- «Орачі» (1968);
- «Партизанські стежки» (1969);
- «На сінокосі» (1969);
- «Дорога в осінньому лісі» (1969; картон, олія);
- «Портрет ветерана колгоспного будівництва Македона Ф. А.» (1970);
- «Очікування» (1973; полотно, олія; соцреалізм);
- «Спогади» (1978);
- «Рідне повітря» (1982; полотно, олія; імпресіонізм);
- «Нічна зміна» (1983; полотно, олія; соцреалізм);
- «Літній день» (1986);

декоративні панно і плафони
- «Тріумф шахтарської праці» в Будинку техніки Луганська (1955; у співавторстві з Петром Бондаренком);
- «Будівники-творці» у Будинку культури будівельників Луганська (1960—1962; у співавторстві з Ігорем Паничем та Петром Бондаренком);
- «Героїчному комсомолу — слава!» у Будинку культури «Юність» у місті Молодогвардійську (1963; у співавторстві з Ігорем Паничем та Петром Бондаренком);
- «Слава шахтарській праці» (1963).

Брав участь у всесоюзних виставках з 1953 року, всеукраїнських з 1957 року.
Окремі роботи художника представлені в Луганському, Донецькому художніх музеях та в інших державних і приватних колекціях в Україні та за кордоном.